# Aucha flavomaculata
Aucha flavomaculata là một loài bướm đêm trong họ Noctuidae.